# Ex rel.
Ex rel. is een afkorting van de Latijnse uitdrukking ex relatione (welke letterlijk betekent: [ontstaan] uit de verwantschap/het relaas [van de verwante]). Deze afkorting wordt in het Amerikaanse rechtssysteem gebruikt. Het Bluebook, de meest gebruikte justitiële stijlgids in Amerikaanse rechtbanken en rechtenopleidingen, omschrijft ex rel. als een uitdrukking die gebruikt wordt in het procesrecht. Deze stijlgids schrijft voor dat ex rel. gebruikt moet worden als afkorting voor "naar het relaas van", "ten behoeve van", "namens", en soortgelijke uitdrukkingen.
De uitdrukking ex rel. wordt vooral gebruikt wanneer een overheid in de Verenigde Staten een rechtszaak aanspant op verzoek van een belanghebbende private partij (een particulier of bedrijf). In het Amerikaanse rechtssysteem wordt zo'n private partij de relator genoemd. De desbetreffende overheid handelt vervolgens op basis van de feiten, het relātio, zoals die door de relator worden voorgesteld. Een overheid spant over het algemeen alleen een ex rel.-rechtszaak aan als het belang van de overheid en het belang van de private partij overeenkomen. 
Samengevat betekent de uitdrukking in deze context dus dat de eiser, in de meeste gevallen een overheid, een rechtszaak aanspant op basis van informatie verstrekt door iemand anders. In de naam die gebruikt wordt om een rechtszaak te citeren, verwijst de partij die na "ex rel." wordt genoemd naar de partij die de in de rechtszaak gebruikte informatie aanleverde. Veel van deze ex rel.-rechtszaken worden aangespannen op basis van informatie aangeleverd door klokkenluiders.
Een goed voorbeeld van een wet die ex rel.-rechtszaken mogelijk maakt, is de grondwet van de Amerikaanse staat New York. Het 14e artikel van deze grondwet gaat over natuurbescherming, en maakt het mogelijk voor elke burger om, met toestemming van het hooggerechtshof van de staat New York, de overheid te sommeren een ex rel.-rechtszaak aan te spannen.